# Gymnopilus suberis
Gymnopilus suberis là một loài nấm trong họ Cortinariaceae. Nó mang tên hiện tại bởi nhà nấm học Rolf Singer năm 1951.